# 美津乃あわ
美津乃 あわ（みづの あわ、1968年1月19日 - ）は兵庫県西宮市出身の日本の舞台俳優。劇団「片岡自動車工業」メンバー。アンディオールプロモーション所属。

## 略歴
- 関西の劇団ファントマで1996年の旗揚げから主演・看板女優を務め、関西小劇場界において確実なポジションを築く。
- 二つ名は「小劇場の破壊女王 」[4]、「関西一の怪女優」など[5]。
- 2008年1月に同劇団を退団。拠点を東京に移し、今奈良孝行と共に演劇ユニット「SYOMIN’S」を立ち上げ[6]、6月に旗揚げ公演を行った[7]。
- 2023年5月から演劇ユニット「片岡自動車工業」に所属[8][3]。
- 多くの客層に支持され幅広い活動をこなしている。

## 人物
- 小学校時代のお楽しみ会ではバカ殿様で笑いを取っていた。その後高校演劇に携わり、在学中に阪神支部演劇大会最優秀賞受賞。高校卒業後は美大に進学[9]。芸名の由来は高校演劇の仲間と大学時代に劇団を立ち上げた際、面白い名前をつけようというノリで「水の泡」から[9]。また、本名に「美」という漢字があるので芸名にも入れている[9]。
- つけまつげやアイラインなど、その濃さが特徴の「あわメイク」は[4]、ファントマに入団する以前から行っていたものであり、遠い客席にもわかるようにということで始めたという[9]。
- 粟根まことは「その素顔はあまり知られていないが、その実態はかなり家庭的でほのぼのしたお嬢さんである。料理とお掃除が好きで可愛いもの好き」「何度かご一緒させていただいたのだが、その度に座長の伊藤えん魔さんを細かい所でサポートしていて偉いなあ、と思っていた」と証言している[10]。
- 愛猫は茶トラのチニタと三毛猫のマヌエル[11]。2015年の春から共に暮らしている[2][12]。チニタはドローン撃退ネコとして話題になり[13]、テレビに登場したことがある[14][15][16]。

## 出演

### 舞台出演作品・団体
1992年
- 劇団kocho小町『月の雫・2』（6月）

1993年
- 劇団kocho小町『うだらうだらに想いもかけず』（6月）
- 劇団kocho小町『わたしの家においでおいで』（11月）

1994年
- 劇団kocho小町『月曜日はゴミの日』（6月）

1996年
- ファントマ『探偵J / 青銅の悪魔像』（2月）

1997年
- ファントマ『犯罪心理』（1月）
- ファントマ『ドクターヘッド』（5月）
- テレビ大阪主催公演『近松くん』（2月）
- ファントマ『ドクターヘッド』（5月）
- 一心寺恐怖百物語（8月）
- ファントマ『ベム』（9月）

1998年
- 劇団☆世界一団『トリックスター』（3月）
- ファントマ『ビリィ・ザ・キッド』（5月）
- ビリィ・ザ・キッド（5月）
- ファントマ『戦闘鬼』（9月）
- 天王寺区主催公演『AM I BLUE？』（10月）
- ファントマ『TWO FACES』（12月）

1999年
- ファントマ 『黒いチューリップ』（3月）
- 伊藤えん魔プロデュース 『魔界見聞録』（7月）
- ファントマ 『戦闘鬼』（9月）
- 天王寺区主催 『通天閣ゴースト』（10月）
- ファントマ『カラミティ・ジェーン』（12月）
- リーガロイヤルホテル・ミッドナイトミステリー『千年晩餐会の謎』（12月）

2000年
- HORRORYTHM#11（4月）
- ファントマ『アリババと40人のランプの精』
- 劇団ko-cho『バッチャマン』（5月）
- シアターノア 『真夏の夜の悪夢』（8月）
- ファントマ『666』（9月）

2001年
- ファントマ 『三蔵』（1月）
- シャトナー研『ジキル博士とハイド氏』（5月）
- ファントマ『エンジェルダスト』（6月）

2002年
- ファントマ『クレオパトラ』（2月）
- ファントマ『黒いチューリップ』（5月 - 6月）
- ブルドッグショウ『セクパラ』（6月）
- オールナイトイシハラ『漫画朗読日本一決定トーナメント』（6月）
- 浅野彰一・美津乃あわ 二人芝居『6to9 -six to nine-』（9月）
- 上海太郎舞踏公司『OPEf』（11月）
- 石原正一ショー『野球狂の詩子』（12月）

2003年
- ファントマ『幕末狂刀伝』（1月）
- PACIFIC COAST HIGHWAY ライブ（2月）
- ピースピットVOL.2『有毒少年』（3月）
- ファントマ『Kitty』（6月）
- 一心寺恐怖百物語（8月）
- 劇団シアターガッツ『ホンキートンク エレジー』（10月 - 11月）
- 伊藤えん魔プロデュース『超能力やくざ』（12月）

2004年
- ファントマ『Claw Glow』（2月）
- HORRORYTHM #14（3月）
- シアターガッツ『ホンキートンクエレジー』（4月）
- ファントマ『ジョリー・ロジャー』（5月）
- ドナインシタイン博士のひみつ学会『動物のひみつ』（6月）
- 石原正一ショープロデュース『漫画朗読』（6月）
- ファントマ『ジョリー・ロジャー』（7月）
- ピースピットVOL.4『オウルズ・マップ』（9月） - 絵本修復家スターリング 役
- ファントマ『三蔵』（10月）
- 美津乃あわソロライブ『アイノウタ』（11月）

2005年
- 石原正一ショー『天使だらけの傷』（1月）
- ファントマ『マント』（3月）
- ファントマ『えん魔版曽根崎心中』（7月）
- 一心寺恐怖百物語（8月）
- HEP HALL Theatre14 『夏の夜の夢』（9月）
- ファントマ『サイボーグ侍』（10月）
- 劇団そとばこまち『BLUE BLUE BLUE』（10月）
- 石原正一ショー『十三人姉妹』（12月）

2006年
- ファントマ『クレオパトラ』（3月 - 4月）
- シアタードラマシティプロデュース『zi-PANGU』（9月）
- ファントマ『Red River Valley』（10月）
- 劇団シアターガッツ『ショウの殿堂』（11月）
- 石原正一ショー『ボボボーボ・坊っちゃん』（12月）

2007年
- ファントマ『エンジェルダスト』（1月）
- PACIFIC COAST HIGWAY ライブ（1月）
- ファントマ『楊貴妃の漢方薬』（5月 - 6月）
- リリパットアーミーII『夜の姉妹』（7月 - 8月）
- 一心寺恐怖百物語（8月）
- 劇団ゲキハロ第3回公演『〜リバース! 〜私の体どこですか?〜』（11月）
- ラックシステム 其の十参『お見合〜セカンドラブノ花ガ咲ク』（11月）- 14日ゲスト
- ファントマ『えん魔版 曽根崎心中』（11月 - 12月）

2008年
- リリパットアーミーII 春公演『罪と、罪なき罪』（3月 - 4月）
- リリパットアーミーⅡ『大阪芝居〜ウエディング編』（6月）
- あさの＠しょーいち堂『どくろ』（8月）
- 鴨リンピック2008『青木さん家の奥さんII』（8月）
- リリパットアーミーⅡ 秋公演『時の男〜higauta』（10月）
- ルドビコ★Vol.3『義経-YOSHITSUNE-紫鬼王編』（11月）
- オールナイトイシハラ0809裏公演をぶっとばせ！

2009年
- 一人芝居『笑う女優』（1月）
- 花組芝居『泉鏡花の夜叉ケ池』（1月）
- 玉造小劇店 配給芝居vol:1 ラックシステム15周年記念公演第一弾『お弔い』（3月）
- ABCホール春の文化祭・美津乃あわプロデュース『×』（5月） - 作・演出・出演
- 美津乃あわ・藤元英樹二人芝居『×』
- 伊藤えん魔プロデュース ハードコメディ『悪いヒトたち。』（6月）
- 玉造小劇店 配給芝居vol:2 ラックシステム15周年記念公演第二弾『お祝い』（7月 - 8月）
- どくろ2雷電 -RYDEEN-（10月）
- TAKE IT EASY!×大塚雅史『ふれんず』（11月）
- HOT HEPPER 09 演劇人的音楽祭 伊藤えん魔プロデュース「馬鹿映像系ロックスタンド」（11月）
- 伊藤えん魔プロデュース『負け犬イレブン』（12月）
- 秘密集会「クルシミマス会」
- BARBARAKI（12月）ABCホール

2010年
- ラックシステム15周年記念公演第3弾『お代り』（1月）
- 美津乃あわ一人芝居『ぬくい女』（2月 - 3月）
- 伊藤えん魔プロデュース『モテハン・オンライン』（3月 - 4月）
- 中之島春の文化祭2010 美津乃あわ・藤元英樹二人芝居『×2』（5月）
- リリパットアーミーⅡ『罪と、罪なき罪』（6月） - お由 役
- 劇団レトルト内閣『絶叫ソング』（8月1日） - ゲスト出演 恐怖の理事長ミズノ役
- 化石オートバイ『スタンプラリー』（9月） - ゲスト出演
- ジョアンナ（10月 - 11月）
- 玉造小劇店 配給芝居 vol.5 リリパットアーミーⅡプロデュース『kisses』（12月）

2011年
- 美津乃あわ二人芝居『レス〜懲りない生き方〜』（1月） - かなえ 役
- ファントマ『サイボーグ侍』（2月）
- リリパットアーミーⅡ25周年記念公演第3弾「音楽の時間」（3月）
- 伊藤えん魔プロデュース『蒲田行進曲』（6月）
- ナカニシトシカツ『no pain no gain』with 美津乃あわ ライブ（6月・7月）
- 一心寺恐怖百物語2011（8月）
- 音楽劇『吉祥寺ジャンボリー』〜フォークが僕に教えてくれた（9月）
- 伊藤えん魔プロデュース『蒲田行進曲』（10月 - 11月） - 熱血バージョン：小夏 役、狂乱バージョン：橘 役

2012年
- Sun-mallstudio produce『Sの悲劇』（1月）
- ピースピットVOL.16『TRINITY THE TRUMP』（1月）
- 伊藤えん魔プロデュース『ビリィ・ザ・キッド』（2月）
- 地中（3月） - 黒い兵隊蟻 役
- 劇団俳小『少女仮面』（8月）
- 伊藤えん魔プロデュース 百物語2012（8月）
- 劇団鹿殺し ロックオペラ『田舎の侍』（9月 - 10月）
- 伊藤えん魔プロデュース『ロミオとジュリエット』（12月） - 希望バージョン：ロミオ 役 

2013年
- Be Withプロデュース『灰とダイヤモンド』（2月） - Rouge 回
- 伊藤えん魔プロデュース『オズの魔法使い』（4月） - 西の魔女 役
- 田川徳子の『あん時の夢をかなえたろかSP！』（5月）
- 伊藤えん魔プロデュース 百物語（8月）
- 劇団鹿殺し『無休電車』（9月 - 10月）
- 伊藤えん魔プロデュース『チェス/CHESS』（11月）

2014年
- ピースピットVOL.18『れみぜやん』（1月） - 本多千寿 / 黒蔦家美鈴 役
- 伊藤えん魔プロデュース『コロニー』（5月 - 6月、近鉄アート館）
- ポップンマッシュルームチキン野郎『うちの犬はサイコロを振るのをやめた』（7月）
- 伊藤えん魔プロデュース 百物語（8月）
- ポップンマッシュルームチキン野郎『殿（）はいつも殿（）』（9月）

2015年
- 劇団鹿殺し『ランドスライドワールド』（1 - 2月）
- ポップンマッシュルームチキン野郎『独りぼっちのブルース・レッドフィールド』（2月 - 3月）
- 秘密基地公演『横浜アンダーグラウンド』（3月）
- OFFICE SHIKA PRODUCE『竹林の人々』（7月 - 8月）
- 伊藤えん魔プロデュース『ジョリー・ロジャー』（10月）
- ポップンマッシュルームぴあ野郎『錆びつきジャックは死ぬほど死にたい』（10月 - 11月）
- 劇団赤鬼『Bubbles Mermaid』（12月）

2016年
- ランドスライドワールド（1月 - 2月）
- 伊藤えん魔プロデュース『兄貴歌 / アニソン！〜古いアニメキャラ達が兄貴達になって活躍する〜』（3月）
- ポップンマッシュルームチキン野郎『うちの犬はサイコロを振るのをやめた』（7月 - 8月）
- 劇団壱劇屋『シャドウトラフィック』（9月）
- ファントマ『ダーウィンの城』（10月）

2017年
- 石原正一ショー『筋肉少女17』（2月）
- 伊藤えん魔プロデュース『アニソン・ヴィランズ』（3月）
- 劇団鹿殺し『電車は血で走る / 無休電車』（6月）
- BLACK★TIGHTS『狐姫』（7月） - 安倍晴明 役
- アリスインプロジェクト『アリスインデッドリースクール ビヨンド・OSAKA』（7月）

2018年
- TAAC『正義姦』（4月）
- SYOMIN'S 旗揚げ公演『隻眼の産婆』（6月）
- 玉造小劇店配給芝居vol.23『眠らぬ月の下僕』（6月 - 7月）
- MousePiece-ree『hang on 魂』（7月）
- THE PLAN9 芝居座〜其の弐〜『共演、ダメ。ゼッタイ。』（9月）

2019年
- 玉造小劇店配給芝居 vol.24『お正月』（1月）
- ジョーカーハウス『スタンドアローン』（2月 - 3月）
- 音楽劇『月曜日は○○の日』（3月）
- ポップンマッシュルームチキン野郎『殿はいつも殿』（5月 - 6月）
- SYOMIN'S 第2回公演『砂の家族』（7月） - ハル 役
- ジョーカーハウス『サイバーリベリオン』（8月 - 9月）
- "ゲーム×演劇"舞台『ゲームしませんか?』（10月 - 11月） - 井口セツコ 役
- 片岡自動車工業 vol.5『スーパーソニックジェット赤子』（12月）
- TAAC『だから、せめてもの、愛。』（12月） - 母 役

2020年
- 美津乃あわ・藤元英樹二人芝居『真・バツ2』
- 百物語2020（8月）

2021年
- 伊藤えん魔プロデュース『アビー』（3月）
- 劇団壱劇屋 東京支部『独鬼 -hitorioni-』（10月）
- 伊藤えん魔プロデュース『チェス』（10月）
- 片岡自動車工業 シアター・ドラマシティ公演シリーズ『元祖 お局ちゃん御用心!!』（12月）

2022年
- 美津乃あわプロデュース『セイムタイム・ネクストイヤー』（1月）
- わ芝居〜其の弐『サヨウナラバ』（2月） - お峰  役
- 伊藤えん魔プロデュース『えん魔版ハムレット』（3月） - 主演・ハムレット 役
- 演劇ユニットSUPERNOVA『雨降る正午、風吹けば』（7月 - 8月）
- 片岡自動車工業 東京進出公演 商店街の話〜エキセントリックアーケード3部作〜（11月）
- 伊藤えん魔プロデュース『プラントプラネット』（12月）
- 劇団壱劇屋 五彩の神楽「荒人神」（12月）

2023年
- 玉造小劇店配給芝居 vol.32 『長い長い恋の物語』（2月）
- ドコゾノ旅一座の冒険譚（3月）
- SUPERNOVA stage003『アギト-ultionem finalem-』（7月） - サンドラ＝アヴェーヌ 役
- 伊藤えん魔プロデュース「百物語2023」（8月）
- 片岡自動車工業 本公演『お局ちゃん御用心!!!』（11月 - 12月）
- PLAYULTRA Grand Tournament2023（12月）

2024年
- 夜明けの町と数奇な姉妹（3月）
- 片岡自動車工業 本公演『そして下北沢で我々は』（9月）

2025年
- わ芝居 ～その参『サヨウナラバ』芝居ver.（2月 - 3月）
- 片岡自動車工業 大阪公演『そして下北沢で我々は』（4月）

### テレビドラマ
- ソードブル〜ジライヤ忍法帳（2006年、KTV） - 準レギュラー出演[119]
- 連続テレビ小説『芋たこなんきん』第22話・23話（2006年10月、NHK総合）[120]
- あさきゆめみし 〜八百屋お七異聞 第2話（2013年9月、NHK総合）[120]

### テレビ番組
- ニュースワイドきんき（NHK）
- マイ伊丹（サンテレビ）
- BAT corp.（KTV） - レギュラー出演
- やんや（KTV）
- 乾杯トークソング（MBS）
- おはよう朝日です（ABC）
- パフォーマーin小劇場（ABC）
- 中之島演劇祭2006（ABC）

### CVTV
- 情報玉手箱（関西ケーブルテレビ）
- C`s style Cafe（ベイ・コミュニケーションズ）

### CM
- 英会話アレス（トーザ）[121]
- あやめ池遊園地 LAPIS
- タマノイ酢
- ケンミン 汁ビーフン
- KINCHO ゴンゴン「ダニが言ってた」篇（2020年）[122]

### ラジオ
- ABCラジオ
- 真夜中コンビニ・伊藤えん魔のAMam（2004年 - 2008年） - レギュラー出演
- 電脳百物語
- 伊藤えん魔の会話ができる人
- Kiss-FM KOBE
- バール・サンドリオン
- ドラマ8
- ドラマVOX
- FM MOOV
- LET GO PACIFIC

### 映画
- 『さよならの女たち』（1987年）

### 広告モデル
- 日本精密機械工作株式会社 『集塵来人』

## CD
- アカペラユニット『Bravissimo』
- 美津乃あわwith PACIFIC COAST HIGHWAY &浅野彰一『Crazy For You』
- ソロアルバム 『アイノウタ』

## 脚本・演出
- 浅野彰一・美津乃あわ 二人芝居 『6to9 -six to nine-』
- うめだ花月・うめだスタンダード 芝居もん 『ラストダンスはあなたと』

## コラム連載
- 大東市文化情報誌『リブレ』